# Kingsize Live
Kingsize Live (voor september 2015 Ketnet Kingsize) is een rechtstreeks ochtendprogramma op Ketnet met een wrapper, bekende gast(en) en verschillende rubrieken en activiteiten.
Elke zondagochtend (voor september 2015 ook op zaterdag) wordt het programma (gewoonlijk om de beurt) gepresenteerd door Sander Gillis of Charlotte Leysen. Sinds Leysens vertrek wordt zij vervangen door Ketnetwrapper Sien Wynants. Er zijn elke keer ook kinderen in de studio en soms activiteiten elders, eventueel met een tweede wrapper op locatie.

## Presentatoren
| Presentatoren         | Periode    | Opmerkingen                                     |
| --------------------- | ---------- | ----------------------------------------------- |
| Huidige presentatoren |            |                                                 |
| Sander Gillis         | 2014-heden |                                                 |
| Sien Wynants          | 2014-heden | Eerst als vervanger, vanaf september 2018 vast. |
| Eerdere presentatoren |            |                                                 |
| Charlotte Leysen      | 2012-2019  |                                                 |
| Leonard Muylle        | 2013-2014  | Als vervanger.                                  |
| Niels Destadsbader    | 2011-2014  |                                                 |
| Kristien Maes         | 2011-2012  |                                                 |